# CheapOair
 (juillet 2017).
CheapOair est une agence de voyage en ligne qui permet aux clients de réserver des billets d'avion, des chambres d'hôtel, des voitures de location et des forfaits de vacances en ligne, sur ses applications mobiles, par téléphone ou par chat en direct. Depuis sa création en 2005, CheapOair est devenu l'une des 5 meilleures agences de voyages en ligne aux États-Unis et est l'agence de voyages en ligne numéro 2 en volume de vol.
CheapOair a remporté de nombreux prix, y compris ceux de The Stevie Awards, et International Service Excellence Awards. CheapOair a reçu la reconnaissance de Fortune, USA Today et Bloomberg Businessweek. CheapOair a conclu des accords avec plus de 550 compagnies aériennes, 200 000 hôtels et des centaines de compagnies de location de voitures.
L'agence est basée dans un bureau de Manhattan à New York City.

## Histoire
CheapOair a été fondée en 2005 par Sam S. Jain à New York City en tant que filiale de Fareportal. 
En 2008, CheapOair était la neuvième agence de voyages en ligne. Il a commencé à offrir des chambres d'hôtel en plus des tarifs aériens et des locations de voitures. 
2010 a marqué la première fois que CheapOair a lancé une campagne publicitaire dédiée dans les chaînes hors ligne. La campagne a été reconnue avec les prix Magellan Awards de Travel Weekly en 2011 et Gold Link Awards de LinkShare.
En 2011, l'agence a publié l'application CheapOair pour les appareils iOS et Android. L'application a reçu l'acclamation de la critique  et a même remporté deux Silver Magellan Awards de Travel Weekly en 2012. L'application a atteint l'étape du million de téléchargements au début de 2013. En 2016, l'application avait été téléchargée environ 5 millions de fois.